# Игнатовский, Всеволод Макарович
Все́волод Мака́рович Игнато́вский (бел. Усевалад Макаравіч Ігнатоўскі; 19 апреля 1881, д. Токари, Брестский уезд, Гродненская губерния, Российская империя — 4 февраля 1931, Минск, Белорусская ССР) — белорусский и советский общественный и политический деятель, учёный, историк. Деятель белорусского национального движения. Академик Академии наук БССР (1928) и Всеукраинской академии наук (1929).

## Биография
Родился 19 апреля 1881 года в деревне Токари Брестского уезда Гродненской губернии (ныне Каменецкий район Брестской области Беларуси). Его отцом был сельский учитель, позже ставший священником. Учился в Виленском духовном училище, Могилевской семинарии (до 1902 года), на историко-филологическом факультете Санкт-Петербургского университета, где вступил в партию эсеров, участвовал в выступлениях, был отчислен и выслан на родину, затем восстановился, но в 1907 году отправлен на поселение в Архангельскую губернию.
В 1911 году окончил Юрьевский (Тартуский) университет. В 1914—1921 годах работал преподавателем, главой педагогического совета Минского пединститута. В период Первой мировой войны видимо был лоялен к власти, так как даже был награждён в 1915 году орденом Св. Станислава третьей степени. В 1915 году в Ярославле создал культурно-просветительскую организацию эсэровского направления «Наш край», которая в мае 1917 года преобразована в организацию «Молодая Беларусь» с ориентацией на Белорусскую социалистическую громаду (БСГ).
После Февральской революции организовал в Ярославле Совет (на платформе левых эсэров). На июньской конференции БСГ 1917 года избран в ЦК. После раскола БСГ вошёл в ЦК Белорусской партии эсэров как представитель автономной организации «Молодая Беларусь» (1918).
Не поддержал Раду Белорусской Народной Республики, так как был недоволен пронемецкими настроениями её лидеров. Не верил ни в помощь Запада, ни в эсэровскую тактику одновременной борьбы и с поляками, и с коммунистами.
В январе 1919 года по инициативе Игнатовского «Молодая Беларусь» прерывает отношения с БПС-Р. Во время Советско-польской войны в январе 1920 года на базе «Молодой Беларуси» создал Белорусскую коммунистическую организацию (БКО), в качестве главы которой 31 июля 1920 года участвовал в подписании «Декларации о провозглашении Советской Социалистической Республики Беларусь».
C 16 июля 1920 года член ВРК ССРБ. В июле-августе БКО вошла в состав РКП(б). С декабря 1920 года занимал должности народного комиссара просвещения БССР.
Существуют неподтверждённые сведения, что во время пребывания Игнатовского в Саратовской губернии весной 1921 года он попал в плен к повстанцам Антонова.
Отказался участвовать в советской делегации при подписании Рижского мирного договора.
Сыграл важную роль в проведении политики белорусизации, был активным сторонником увеличения территории БССР, содействовал возвращению некоторых белорусских эмигрантов на родину.
В 1926 году глава, с 1927 года первый президент Института белорусской культуры, с декабря 1928 года президент Академии наук БССР, директор Института истории АН БССР.
Во время кампании против так называемого национал-демократизма в 1930 году был освобождён от должности президента АН БССР, как «кулацкий агент» вызывался на допросы ОГПУ, исключён из партии (январь 1931 года). В ходе допросов по т. н. делу «Союза освобождения Белоруссии» 4 февраля 1931 года застрелился.
Похоронен на военном кладбище в Минске.
Имя В. М. Игнатовского носит одна из улиц Минска.

## Научные взгляды и интересы
Занимался исследованием истории Беларуси. Научные труды Игнатовского послужили основой формирования национальной концепции истории белорусского народа с учётом марксистско-ленинской методологии. Наиболее полно эта концепция раскрыта в книге «Краткий очерк истории Беларуси» (1919), которая на долгое время стала учебником по истории Беларуси. Также занимался историей Октябрьской революции и первых лет советской власти в Беларуси.
Именно Игнатовскому принадлежит идея разделения истории Беларуси на 5 периодов:
1. Полоцкий период (IX—XII века). Полоцкое княжество как де-факто независимое государственное образование.
2. Период Великого княжества Литовского (XIII — 1-я половина XVI веков). Расценивал Великое княжество Литовское как этнически белорусское государство. Народ «литвины» относил к балтам, а причиной образования государства считал появление военной организации литвинов.
3. Польский период (2-я половина XVI—XVIII века). Считал, что после Люблинской унии «Литва и Беларусь были инкорпорированны (включены) в организм Польши».
4. Российский период (конец XVIII — начало XX веков). Территория Беларуси в составе Российской империи.
5. Советский период (с 1917 года).

Всего Игнатовским было написано более 40 научных и научно-публицистических трудов, в том числе 8 монографий.

На следующий день после самоубийства в жилище академика появились сотрудники ГПУ и изъяли его архив. Он до сих пор не найден (возможно, утерян во время оккупации Минска немцами). Некоторые документы Игнатовского (5 рукописей на 96 стр. и 17 удостоверений, вывезенных 9-11 февраля 1931 из Москвы), переданные на сохранение неизвестным дочери его соратника, А. Сташевского (наркома внутренних дел и юстиции БССР), в 2012 году были переданы ею в дар Национальному историческому музею.

## Основные труды
- Краткий очерк истории Белоруссии. 5-е изд. Мн.: Беларусь, 1992.
- Белоруссия: Территория, население, экономика. Важнейшие моменты истории. Экономический очерк Советской Белоруссии и её округов. — Мн.: Изд. СНК БССР, 1926 (в соавт. с А. Смоличем).
- Каля магілы барацьбіта. — Мн.: Белдзяржвыд., 1927. — 30с.
- Гісторыя Беларусі ў XIX і пачатку XX сталецьця. Выд. 3, Мінск, 1928.
- 1863 на Беларусі: Нарыс падзей. Мінск, 1930.